# Erasmus Reinhold
Erasmus Reinhold (Saalfeld, 22 ottobre 1511 – Saalfeld, 19 febbraio 1553) è stato un astronomo e matematico tedesco, considerato il più autorevole pedagogo astronomico della sua generazione.

## Biografia
Compì i suoi studi all'Università di Wittenberg, dove fu eletto preside e poi divenne rettore. Nel 1536 ricevette l'incarico di professore in matematica superiore da Filippo Melantone. In contrasto con la limitata definizione moderna, la "matematica" a quel tempo includeva anche la matematica applicata, e in particolare l'astronomia. Anche il suo collega Georg Joachim Rheticus studiò a Wittenberg, ricevendo l'incarico di professore in matematica inferiore nel 1536.
Reinhold catalogò un ampio numero di stelle. Le sue pubblicazioni di astronomia comprendono un commentario (1542, 1553) sul Theoricae novae planetarum di Georg Purbach. Il suo lavoro fu continuato da Cyprianus Leovitius.
Il Duca Alberto I di Prussia sostenne Reinhold e finanziò la pubblicazione delle sue tavole pruteniche (o tavole prussiane). Queste tavole astronomiche contribuirono alla diffusione dei metodi di calcolo copernicani in tutto l'impero. Sia le tavole pruteniche di Reinhold, che gli studi di Copernico furono alla base della riforma del calendario di Papa Gregorio XIII nel 1582. Tuttavia Reinhold (come ogni altro astronomo prima di Keplero e Galileo) riconvertì i metodi matematici copernicani in un sistema geocentrico, rigettando la cosmologia eliocentrica sul piano fisico e teologico.